# 糖蔵
糖蔵(とうぞう)とは食品に砂糖を加えることにより、保存性を高めるための処理を指す。

## 概要
糖蔵とは食品に砂糖を加えることにより、高い浸透圧になり、微生物や黴の繁殖を抑制する処理で腐敗・変敗させないものである。
糖蔵食品としてはジャムが良く知られているが、ジャムの場合、耐浸透圧を持つカビによる腐敗を防ぐために瓶詰めとされ、加熱することが多い。